# Жар-птица (балет)
«Жар-пти́ца» (фр. L'Oiseau de feu) — одноактный балет Игоря Стравинского, написанный по заказу Сергея Дягилева для его антрепризы «Русские балеты». Премьера спектакля в хореографии Михаила Фокина и оформлении Александра Головина состоялась в Париже, на сцене театра Гранд-Опера 25 июня 1910 года. Главные партии исполнили Тамара Карсавина (Жар-птица), Михаил Фокин (Иван-царевич), Вера Фокина (Царевна) и Алексей Булгаков (Кощей), дирижёр — Габриэль Пьерне.

## История создания
Балет написан по мотивам русских народных сказок о волшебной Жар-птице, которая является одновременно и благословением, и проклятием для человека, завладевшего ей. 
Согласно общепринятому мнения, для написания музыки Дягилев первоначально привлёк А. К. Лядова, но, в конечном итоге, передал заказ Стравинскому, так как Лядов якобы работал слишком медленно. Эта распространённая версия (первоначальным её создателем был сам Дягилев) была подвергнута тщательнейшему исследованию Н.Л. Дунаевой в статье «"Лядовский эпизод" в истории создания балета “Жар-птица”» (впервые опубликована в сборнике «Непознанный А.К.Лядов», Челябинск, 2009).  Вывод Н. Л. Дунаевой заключается в следующем: вероятнее всего, Дягилев поручил работу над балетом одновременно двум композиторам, но, руководствуясь своими соображениями, отдал предпочтение Стравинскому за несколько месяцев (!) до назначенного Лядову срока окончания работы, и ни темп работы Лядова, ни его отказ не могли быть причиной того, что Дягилев отдал заказ Стравинскому. Н.Л. Дунаева высказывает своё мнение о том, почему окончательный выбор Дягилевым был сделан в пользу Стравинского, приводя слова самого Дягилева, сказанные В.Б.Асафьеву: «Балет мне нужен, русский сказочный балет, но, понимаете, для французов, для Парижа», и делая заключение: "этому требованию в большей степени соответствовал характер музыки Стравинского. И действительно, музыка, которую сочинял Лядов, была музыкой о России и для России".
Балет положил начало творческому сотрудничеству Дягилева и Стравинского.
Премьера состоялась на сцене театра Гранд-Опера 25 июня 1910 года в хореографии Михаила Фокина, оформлении Александра Головина и Леона Бакста. Оркестром управлял дирижёр Габриэль Пьерне. Главные партии исполнили Тамара Карсавина (Жар-птица; Стравинский присутствовал на репетициях и помогал Карсавиной разобраться с ритмом и сложным музыкальным рисунком), Михаил Фокин (Иван-царевич), Вера Фокина (Царевна) и Алексей Булгаков (Кощей).
В 1917 году во время сезона в Гранд-опера Дягилев дал указание вывесить в финале балета красный флаг в знак приветствия Февральской революции, случившейся в России.
Впоследствии балет Фокина входил в репертуар «Оригинального русского балета», где партию Жар-птицы, среди прочих, исполняли Валентина Блинова и Тамара Туманова.

## Действующие лица
- Жар-птица;
- Иван-царевич;
- Царевна Ненаглядная Краса;
- Кощей Бессмертный;
- Всадник ночи;
- Всадник утра;
- Челядь Кощеева царства;
- Девушки, юноши, витязи.

## Содержание
На горе, среди скал, стоит замок злого царя Кощея Бессмертного. Чтобы никто не проник к Кощею, не похитил из замка пленных красавиц-царевен, не украл золотых плодов из волшебного сада, замок обнесён золотой резной решёткой, а сад — высокой каменной стеной.
Медленно появляется Всадник ночи на чёрном коне, в чёрной одежде. Когда он удаляется, темнеет; только золотые яблоки на дереве светятся. Но тотчас же сад озаряется ярким светом от Жар-птицы. Она летает по саду.
Иван-царевич в погоне за птицей проникает в сад через высокую каменную ограду. Всюду натыкается он на окаменелых людей в образе чудовищ. Это всех врагов своих Кощей превратил в камень.
В глубине сада видит Иван целый забор из окаменелых витязей. Это юноши, проникшие в страшное царство, чтобы освободить, спасти своих невест, похищенных злым Кощеем. Все они погибли, все стоят недвижными камнями, мхом обросли. Невольно забывает об этих ужасах Иван-царевич, ослеплённый Жар-птицей. Он хочет подстрелить её, а потом решает поймать живой.
Когда Жар-птица подлетает к дереву с золотыми яблоками и начинает клевать их, царевич ловит её. Трепещет, бьётся в руках его птица, молит отпустить. Царевич держит крепко, не отпускает. Но птица-дева так жалобно просит, так стонет, что доброму Ивану становится её жалко.
Выпускает он птицу на волю, а она за это дарит ему огненное перо. «Оно тебе пригодится»,— говорит Жар-птица и улетает.
Прячет перо за пазуху царевич и уже хочет перелезть через забор, но открываются двери в замке и появляются двенадцать прекрасных царевен, а за ними самая красивая — царевна Ненаглядная Краса.
Тайком от злого царя, при свете луны выбегают они ночью в сад порезвиться, с яблоками поиграть. Не видят девушки царевича, яблоками перебрасываются, смехом заливаются.
Залетело яблочко царевны Ненаглядной Красы в кусты. Она — за ним. А из-за куста царевич выходит, кланяется, яблочко подаёт.
Испугались девушки, отбежали. Но уж очень красив царевич, и учтив, и скромен. Полюбился он девушкам, особенно Ненаглядной Красе. И принимают они его в свои игры-хороводы. Не замечают, как наступает рассвет.
Скачет быстро Всадник утра на белом коне, сам в белом. Светлеет. Переполошились девушки, убегают в замок. Царевич за ними. Ненаглядная Краса останавливает его, предупреждает, что он погибнет, если пройдёт через золотые ворота; закрывает их и убегает. Но царевич так полюбил Ненаглядную Красу, что ничего не боится и решает следовать за ней.
Как только он разрубает ворота своей саблей, все царство просыпается, раздаются волшебные перезвоны. Из замка, по горе, катятся всякие страшилища, слуги Кощея. Хватают царевича. Силен Иван, стряхивает с себя гадов, но несметная сила поганого царства одолевает его.
Появляется Кощей, старый, страшный. Зовёт Ивана на допрос. Смиряется царевич, шапку снимает, но как увидел противную рожу колдуна, не выдержал — плюнул. Взвизгнуло, зарычало все поганое царство.
Ставят Ивана к стене. Выбегает царевна, просит царя простить Ивана, но Кощей уже начинает его в камень превращать. Погиб бы Иван, да вспомнил о пере огненном. Выхватил перо, машет им. Прилетает ему на помощь Жар-птица, всех она ослепляет, всех крутит, в пляс бросает. Пляшут уроды, удержаться не могут. Сам Кощей пляшет.
Всех до упаду уморила Жар-птица, на землю шлёпнула, а потом плавно над ними, лежащими, в колыбельной колышется. С боку на бок поганые переваливаются, все с царём своим засыпают.
Иван-царевич разыскивает Ненаглядную Красу, берёт её спящую на руки и хочет унести, но Жар-птица останавливает его. Она подводит царевича к дуплу. В дупле — ларец, в ларце — яйцо, в яйце — смерть Кощея.
Достаёт царевич яйцо, жмёт его — Кощея корёжит; с руки на руку перебрасывает — Кощей из стороны в сторону летает; разбивает яйцо о землю — Кощей рассыпается.
Исчезает поганое царство. На месте его город христианский вырастает, замок в храм превращается. Каменные витязи оживают. Каждый из них находит свою невесту, ту, за которой к страшному Кощею проник, за которую лютое заклятие принял. Находит и Иван-царевич свою возлюбленную, царевну Ненаглядную Красу. Объявляет её своей женой — царицей освобождённого царства.

## Музыка
Важное значение в музыкальной драматургии балета имеют две народные темы, заимствованные Стравинским из сборника Н. А. Римского-Корсакова «Сто русских народных песен»: в «Хороводе царевен», лирической кульминации Первой картины, звучит песня «Как по садику», в конце Второй картины — песня «У ворот сосна раскачалася». Если песня «Как по садику» в обработке Стравинского сохраняет свой мелодико-ритмический облик и лирический характер (хотя и подвергается интенсивному варьированию), то вторую тему, изначально нотированную на 3/4, композитор переритмизует на 7/4, избавлясь от монотонии периодичности, и блестяще оркеструет её на манер «колокольных» тем Мусоргского и Римского-Корсакова. Преображённая таким образом рукой мастера, незамысловатая песня в финальном апофеозе приобретает гимнический характер и символический «русский» смысл.

## Оркестровые сюиты
На основе музыки балета Стравинский написал три оркестровые сюиты (1-я ред., 1910, 2-я ред. 1919, 3-я ред. 1945 гг.). Третья редакция сюиты посвящена памяти Андрея Николаевича Римского-Корсакова).
- 1910 — первое исполнение в Петербурге 23 октября (5 ноября) 1910 года, дирижёр Александр Зилоти;
- 1919 — первое исполнение в Женеве 12 апреля 1919 года, дирижёр Эрнест Ансерме;
- 1945 ― первое исполнение в Нью-Йорке 24 октября 1945 года, дирижёр Яша Горенштейн.

Оркестровые сюиты из «Жар-птицы» относятся к числу самых репертуарных оркестровых сочинений Стравинского. Наиболее распространена 2-я редакция (1919), хотя 3-я редакция (1945) содержит больше музыкального материала из балета. Сам композитор говорил Роберту Крафту[уточнить], что предпочёл бы, чтобы для балетных постановок использовали концертную версию вместо оригинальной партитуры, от которой он предпочёл бы откреститься.

## Постановки (выборка)
- 25.6.1910, под названием «L’Oiseau de feu» был показан во время «Русских сезонов». Парижская Опера, балетмейстер Фокин, худ. А. Я. Головин (декорации и остальные костюмы), Л. С. Бакст (костюмы Жар-птицы и Царевны Ненаглядной красы), дирижёр Г. Пьерне; Жар-птица-Т. П. Карсавина, Иван-царевич — Фокин, Царевна Ненаглядная краса — В. П. Фокина, Кащей Бессмертный — А. Д. Булгаков
- 2.10.1921 — балетмейстер Фёдор Лопухов, Петроградский государственный театр оперы и балета), Петроград. Художник А. Головин, дирижёр Э. А. Купер; Жар-птица — Е. M. Люком, Иван-царевич — Б. В. Шавров.
- 1926, Парижская Опера, возобновление постановки 1910 года, новые декорации и костюмы Н. С. Гончаровой; Жар-птица — А. Д. Данилова, Иван-царевич — С. Лифарь, Царевна Ненаглядная краса — Л. П. Чернышёва
- 1945 — Леонид Мясин, Балетный театр, Нью-Йорк; декорации и костюмы Марка Шагала.
- 27 ноября 1949 — Джордж Баланчин, Нью-Йорк Сити балет, Городской центр музыки и драмы[англ.].

Баланчин, танцевавший в 1921 году в Петрограде в постановке Лопухова в свите Кощея и позднее исполнявший партию Кощея в постановке Фокина (Линкольн Кирстайн видел его выступление в Лондоне в 1926 году), создал в 1949 году в Нью-Йорке собственную версию для своей труппы. Были использованы декорации и костюмы Марка Шагала, оставшиеся от мясинской постановки 1945 года. Световой дизайн Джин Розенталь, дирижёр-постановщик Леон Барзен. Главные партии исполняли Мария Толчиф (Жар-птица), Франциско Монсьон (Иван-царевич), Патрисия Макбрайд (Царевна) и Эдвард Бигелоу (Кощей).
Спектакль оставался в репертуаре до 1965 года. В 1970 Баланчин возобновил балет с костюмами Варвары Каринской, декорации по эскизам Шагала выполнялись под руководством Володи Одинокова. Танцы чудищ поставил Джером Роббинс. В 1972 году в балет были внесены некоторые изменения, в 1980 году Баланчин возобновил балет, приблизив его к первой версии 1949 года.
- 1950 — Морис Бежар, Стокгольмская опера (исполнители Ellen Rasch, Морис Бежар, Björn Holmgren).
- 22.3.1962, Ленинградский Малый театр, балетмейстер К. Ф. Боярский (по Фокину), худ. С. А. Соломко (декорации), Т. Г. Бруни (костюмы), дирижёр С. А. Прохоров; Жар-птица — Л. Н. Сафронова, Иван-царевич — А. С. Хамзин. Марья Моревна — Н. С. Янанис, Кащей Бессмертный — Н. Н. Филипповский
- 30.6.1964, Большой театр (на сцене КДС), балетмейстеры С. К. Власов, Н. Р. Симачёв (по Фокину), худ. M. Н. Прокудина (по эскизам Головина), дир. M. Ф. Эрмлер; Жар-птица — M. M. Плисецкая, Иван-царевич — Н. Б. Фадеечев, Царевна Ненаглядная краса — Н. M. Таборко. Кащей Бессмертный — В. А. Левашов
- 31 октября 1970 — Морис Бежар, Дворец спорта[фр.], Париж. Оформление и костюмы: Жоэль Рустан (Joëlle Roustan) и Роже Бернар (Roger Bernard), свет Доминика Романа; использована оркестровая сюита.

Балет для 18 танцовщиков тесно связан с настроениями конца 1960-х годов и Студенческой революцией. Бежар услышал в «сказочной» музыке революционный, бунтарский дух; основной метафорой спектакля стала извечная борьба человека за свободу, его гибель и возрождение. Бежар делал свою мужскую «Жар-птицу» под впечатлением от книги «Четыре поэта революции. Блок, Есенин, Маяковский, Пастернак». Отталкиваясь от постулатов «Стравинский — русский музыкант» и «Стравинский — революционер», он дал своему спектаклю эпиграф: «Жар-птица — это феникс, восстающий из пепла; Поэт, как и Революционер — это Жар-птица».
- 5.12.1975 — сценограф и балетмейстер Борис Эйфман, Ленинградский театр оперы и балета им. Кирова. 5.12.1975, художник В. И. Доррер, дирижёр В. А. Федотов; Жар-птица — Г. Т. Комлева, Иван-царевич — В. А. Бударин, Кащей Бессмертный — А. Е. Иваненко; экранизирован на ТВ (1977).
- 7.7.1978, Театр современного балета, Ленинград, сцен. и балетм. тот же, художник. Г. Сотников и Т. Ратнер.
- 25.6.1982, Большой театр, возобновлен по Фокину, балетмейстеры С. К. Власов, Н. Р. Симачёв (по Фокину), худ. M. Н. Прокудина (по эскизам Головина), дирижёр А. А. Лавренюк; Жар-птица — M. К. Леонова, Иван-царевич — Ю. В. Васюченко, Царевна Ненаглядная краса — Т. Г. Гаврилова, Кащей Бессмертный — Ю. Ю. Ветров
- 2000 — Наталия Касаткина и Владимир Василёв, Театр классического балета Н. Касаткиной и В. Василёва, Москва.
- 2002 — Алексей Ратманский.
- Юрий Посохов, Балет Сан-Франциско[англ.].
- 10 июля 2025 – Большой театр. Постановка в рамках совместного проекта Большого и Мариинского театров, посвященного 143-летию со дня рождения Игоря Стравинского[5]. Балетмейстер-постановщик – Андрис Лиепа, либретто и хореография Михаила Фокина. Музыкальный руководитель – Валерий Гергиев]. Жар-птица — Алёна Ковалёва, Иван-царевич — Артемий Беляков, Царевна-краса — Василиса Дерендяева, Кащей Бессмертный — Никита Еликаров[6].

## Отражение в искусстве
Марк Шагал поместил «Жар-птицу», как дань Стравинскому, на свой плафон зрительного зала театра Гранд-Опера (1960—1964). Между самим художником с палитрой в руках и зелёной птицей («красный» сектор) и волшебной яблоней с белой птицей, полыхающей в пламени огня («жёлтый» сектор) летит ангел-музыкант с телом из виолончели; под ним — купола и крыши расколдованного города, среди елей — красная Жар-птица. Под красным же балдахином венчаются царевич и царевна; справа от них расколдованные девушки, женщина, несущая корзину с фруктами, и ещё одна молодая пара.